# Брилянт
Брилянтът (от фр. brillant – „блестящ“) е вид фасетировка, разработена специално за диаманти, но използвана понякога и за други скъпоценни камъни. С термина се означават и самите диаманти, когато са фасетирани по този начин. Общата му форма представлява два слепени конуса, горният от които пресечен. Ъглите в основата им и между съставящите ги фасетки са така избрани, че да се получава максимално вътрешно отразяване на светлината обратно към лицевата част на брилянта. По този начин се получава максимален блясък.

## Характеристика
Класическата форма на брилянта се състои от две основни части – горна (лицева) наречена корона и долна наречена павилион. Те са разделени от тесен пръстеновиден рундист. Голямата хоризонтална фасетка на короната се нарича площадка, а малката на дъното на павилиона – калета. Пълната съвременна брилянтна фасетировка се състои от общо 58 фасетки – корона с 32 и площадка и павилион с 24 и калета. Често рундистът също е ситно фасетиран, а понякога калета липсва и павилионът завършва с остър връх.
За максимално вътрешно отразяване на светлината обратно през лицевата част, ъгълът на короната трябва да е в диапазона 35°-40°, а ъгълът на павилиона трябва да е 40°.